# Cupra Ateca
Cupra Ateca – samochód osobowy typu SUV klasy kompaktowej produkowany pod hiszpańską marką Cupra w latach 2018–2024.

## Historia i opis modelu

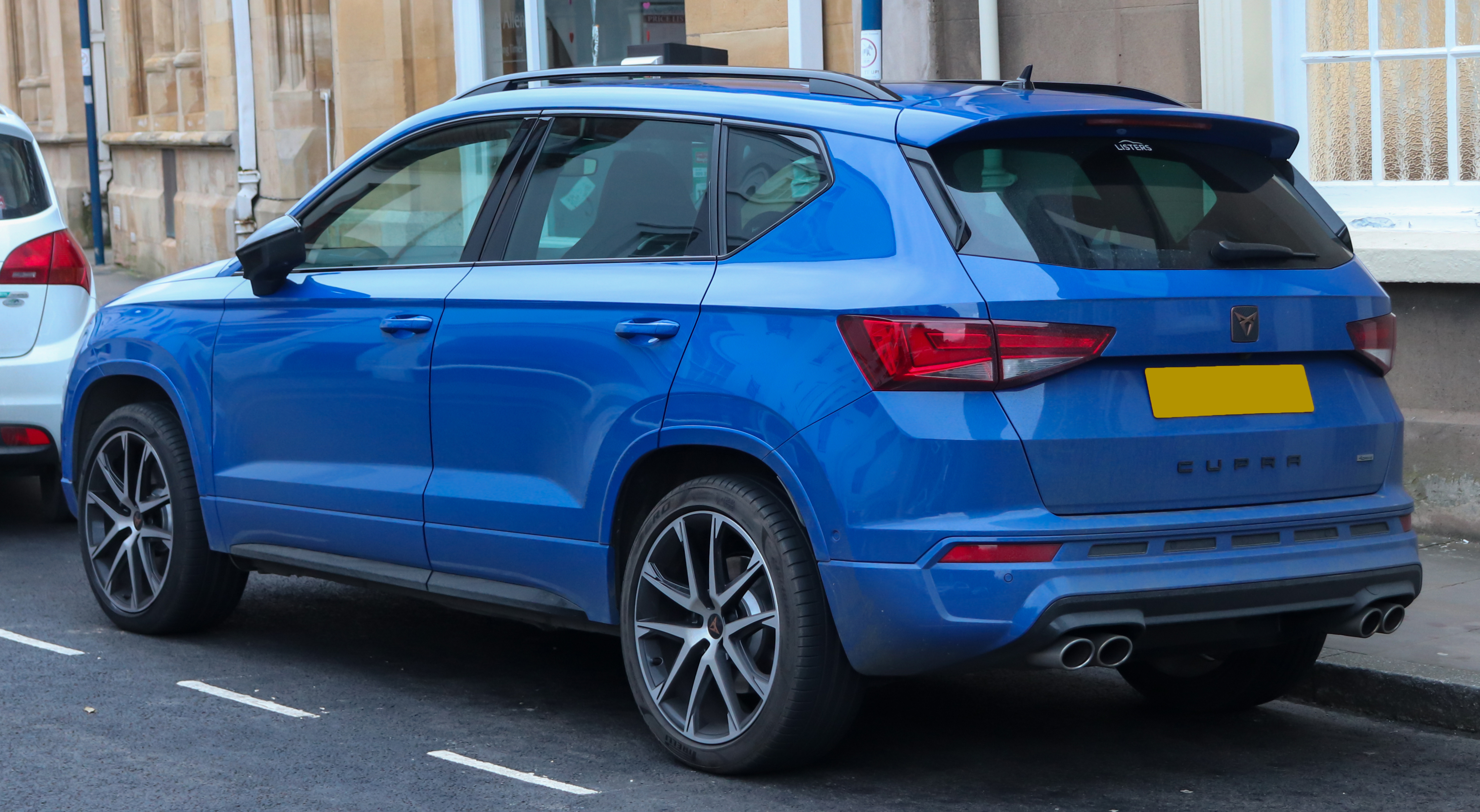
Cupra Ateca - tył

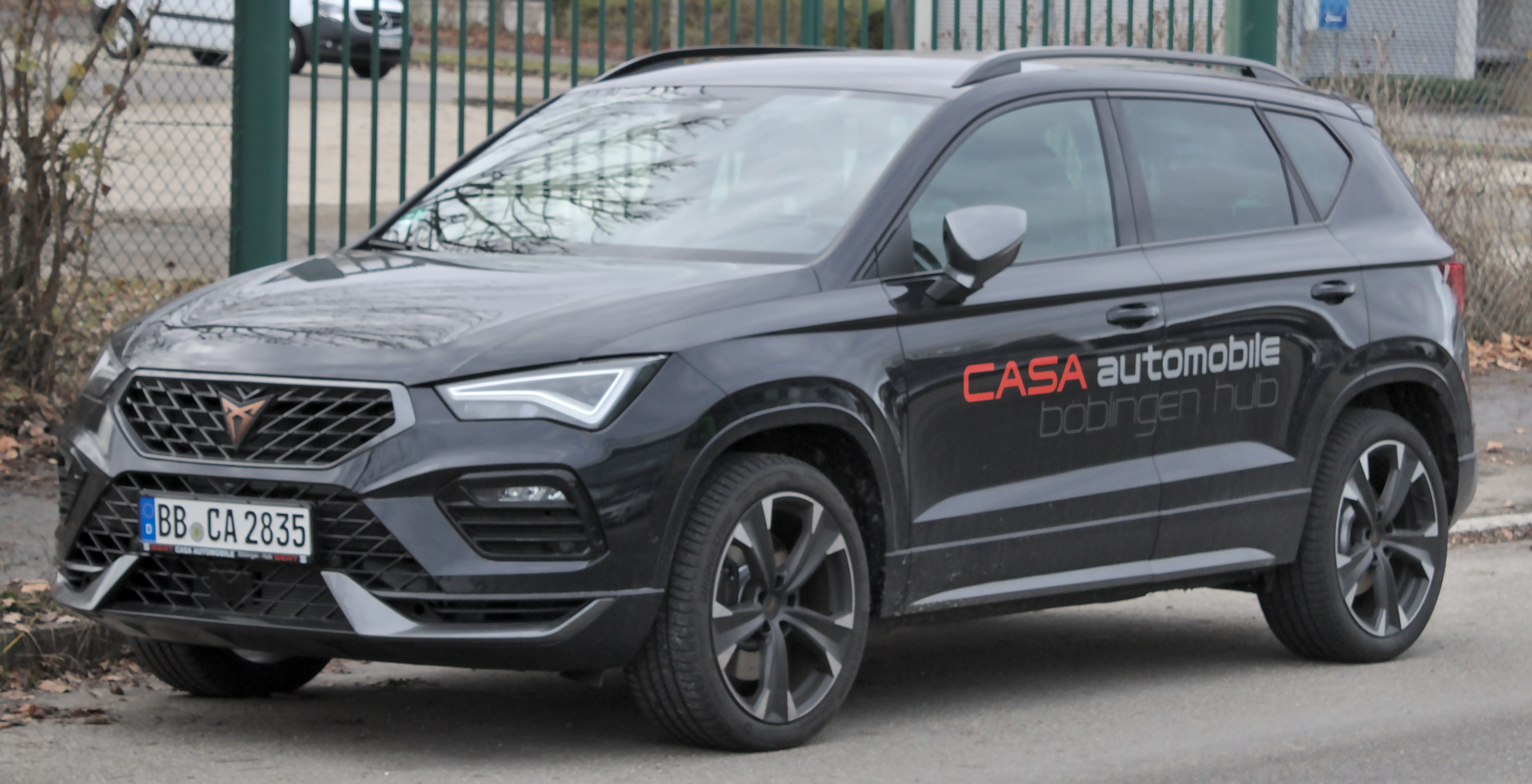
Cupra Ateca po liftingu

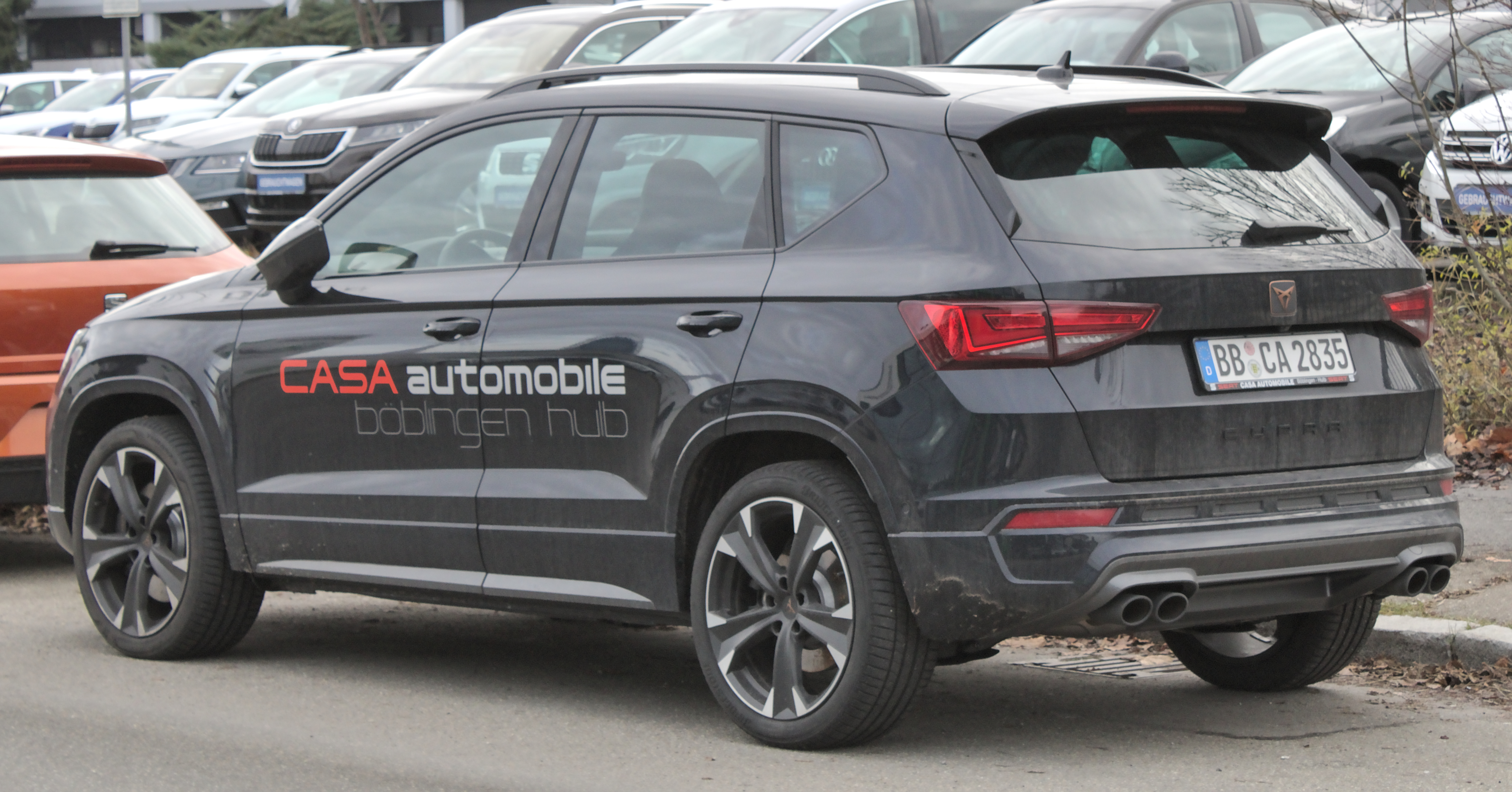
Cupra Ateca - tył po liftingu

Ateca to pierwszy seryjnie produkowany samochód marki Cupra, która została wydzielona w 2018 roku z gamy SEATa jako odrębny producent sportowych samochodów opartych na technice hiszpańskiego macierzystego producenta. De facto, Cupra Ateca to sportowa odmiana produkowanego od 2016 roku kompaktowego crossovera Ateca, od którego odróżnia się wyglądem oraz techniką. Pod tym pierwszym kątem, samochód zyskał inną atrapę chłodnicy z logo Cupra, większe wloty powietrza w zderzakach, dodatkowe nakładki na progi, a także dyfuzor i spojler z tyłu. Na koniec, samochód ma obniżone zawieszenie i większe alufelgi.
Pod maską znalazł się początkowo wyłącznie dwulitrowy, turbodoładowany silnik benzynowy TSI o mocy 300 koni mechanicznych. Została ona połączona z napędem na cztery koła, a także automatyczną, dwusprzęgłową skrzynią biegów DSG konstrukcji Volkswagena. 

### Sprzedaż
Cupra Ateca trafiła do sprzedaży w Polsce w październiku 2018 roku. Samochód ma wyraźnie bogatsze wyposażenie od bratniego SEATa Ateca.

### Silniki
- R4 1.5 TSI 150 KM
- R4 2.0 TSI 190 KM
- R4 2.0 TSI 300 KM